# Trehörningen (Näshulta socken, Södermanland)
Trehörningen är en sjö i Eskilstuna kommun i Södermanland och ingår i Norrströms huvudavrinningsområde.